# Henry Bataille
Achille Félix Henry Bataille, född 4 april 1872, död 2 mars 1922, var en fransk författare.
Bataille var verksam såväl som lyriker med arbeten som Le beau voyage (1904), och som dramatiker. Bland hans många sceniska verk kan nämnas: L'enchantement (1900), La marche nupitiale (1905), Poliche (1906), La femme nue (1908), Le scandale (1909), La vierge folle (1910, uppfört i Stockholm 1911), Les flmabeaux (1913), samt L'homme à la rose (1920). 
I Sverige har framför allt La marche nuptiale (Bröllopsnatten, Stockholm 1918), haft framgång, Poliche spelades 1922 i Stockholm med framgång av en trupp från Comédie française.